# Llumet
El Llumet, o Pi Llobet és una muntanya de 1.660,5 metres d'altitud del centre del terme de la comuna d'Orellà, a la comarca del Conflent, de la Catalunya del Nord.
És a la zona central del terme comunal, al nord-oest del poble d'Orellà, a la carena que constitueix l'eix vertebral de la comuna. És al sud, una mica al sud-est, de la Llavanera.